# 市來四郎

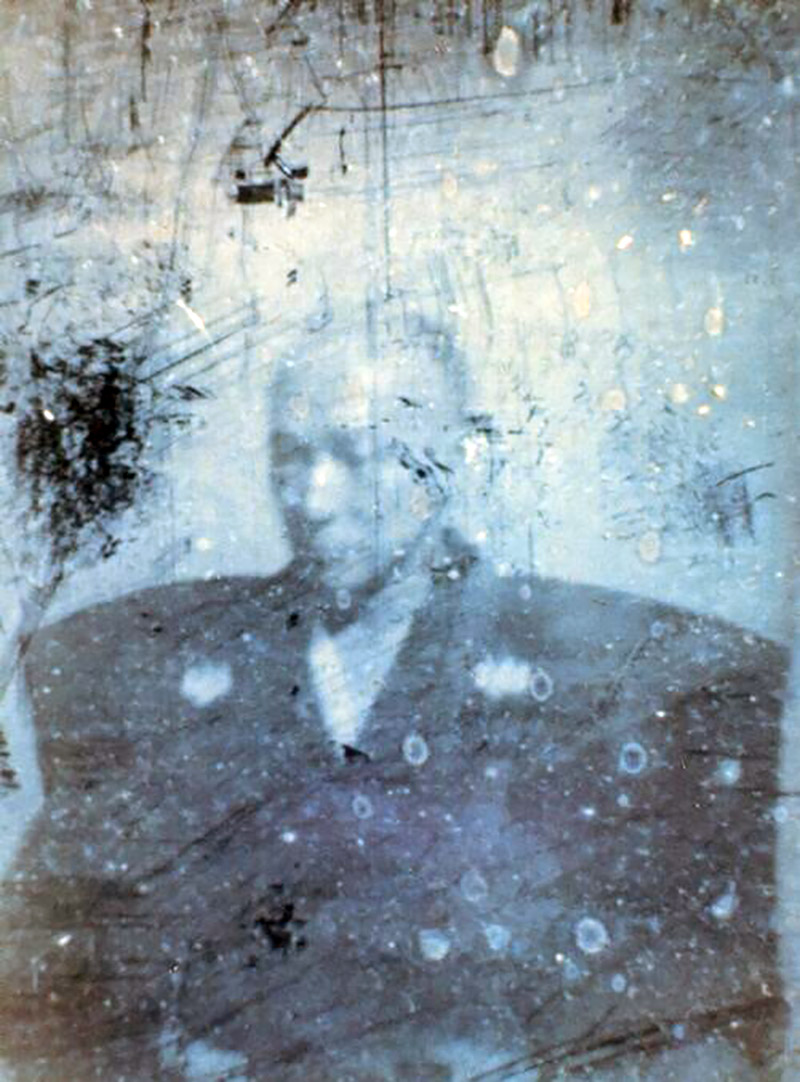
市來四郎為島津齊彬拍攝的相片，1857年。

市來四郎（1829年1月29日—1903年2月12日）是日本幕末時一位薩摩藩藩士。名「廣貫」，通稱「正右衛門」、「四郎」。
市來四郎是寺師正容的次子，後來成為市來政直的養子。年輕的時候學習高島流砲術等火藥相關的技術，受到藩主島津齊彬的讚賞，成為其側近。島津齊彬讓他負責集成館事業，積極引進西洋技術以增強藩的實力。
1857年，市來四郎使用西方的銀板攝影法，為島津齊彬拍了日本歷史上第一張相片。這張照片已被日本政府認定為國寶。同年，市來四郎奉命島津齊彬之命秘密前往琉球，會見日帳主取向永功（牧志親雲上上朝忠）、物奉行向汝霖（恩河親方朝恒）等人，要求琉球幫助薩摩藩，向法國購買軍艦。不過同年齊彬便逝世了，購買軍艦一事不了了之。
齊彬死後，市來四郎又成為薩摩藩實際掌權者島津久光的側近，繼續負責集成館事業，製造大砲、火藥。1862年以後，他主持鑄造了琉球通宝和天保通寶。
明治維新之後，主要負責收集與島津久光相關的島津氏史料。